# Bulls (Nouvelle-Zélande)
Pour les articles homonymes, voir Bull.
```

```

Bulls est une petite localité située près de la ville de Palmerston North sur la côte ouest de l’Île du Nord de la Nouvelle-Zélande.

## Situation
C’est une zone d’agriculture fertile avec des fermes au sein du district de Rangitikei, à la jonction du trajet de la State Highway 1/S H 1et et de la route State Highway 3/S H 3 (en), située à environ 160 kilomètres au nord de la capitale Wellington.

## Population
Selon l’estimation du Statistics New Zealand de juin 2015, la ville de Bulls avait une population de 1 630 habitants,mais sa population était de 2 210 habitants en 2023.

## Toponymie

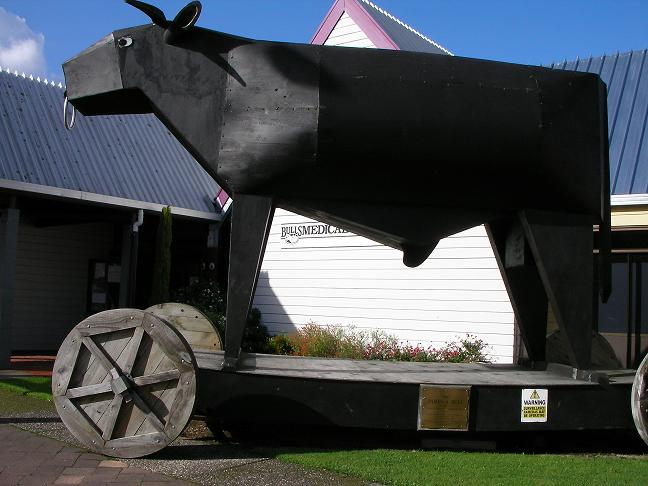
Taureaux laineux à Bulls

La ville a été nommée d’après James Bull, qui fonda la ville et possédait le premier magasin général situé ici.
La ville était initialement appelée Bull Town, mais cela fut changé en Clifton et ensuite renomée à nouveau Bulls à la demande expresse de Sir William Fox .
Des publicités récente ont pointé le nom de Bull avec par exemple le « La Nouvelle-Zélande tire son lait à partir de Bulls » ou le sigle pour la station de police locale Const-a-bull.

## Histoire
L’extrémité est du pont de la   State Highway 1/S H 1 passant au-dessus du fleuve Rangitikei au sud-est de la ville, s’effondra soudainement en 1973, alors qu’il était en cours de franchissement par un bus.
Personne ne fut tué et la partie effondrée fut reconstruite.
L’ancien Hôpital Psychiatrique «Lake Alice» (en) est à 8 km au nord de la ville de Bulls ,mais l’hôpital fut fermé en 1999.
L’hôpital Lake Alice était un gros contributeur pour l’économie de la ville de Bulls et aussi de celle de la ville de Marton.

## Gouvernement local
En tant que partie du district de Rangitikei, le maire de Rangitikai (en) actuel depuis les élections locales de 2013 (en) est Andy Watson (en) .
Bulls est la principale ville du ward de Bulls (en) au sein du Conseil du district de Rangitikei (en), qui élit2 des 11 conseillers de district.
Les deux conseillers actuels du ward de Bulls sont Rebecca McNeil et Tim Harris .
Le maire et les conseillers doivent tous être réélus lors des élections de élections d’octobre 2016 (en) .

## Gouvernement national
Bulls, comme le reste du District de Rangitikei, est localisé dans le électorat général (en) de Rangitīkei (en) et dans l'électorat Māori de Te Tai Hauāuru (en).
Rangitīkei est un siège garanti du Parti National depuis les élections de élection de 1938 (en) à l'exception des années 1978 à 1984, quand il fut assuré par Bruce Beetham (en) du parti du crédit social (en). Mais depuis les élections générales de 2011 (en), il était tenu par Ian McKelvie (en) , et depuis les élections de 2014 (en), il est occupé par Adrian Rurawhe du Parti travailliste ou labour .
«Te Tai Hauāuru» est un siège moins stable, ayant été tenu par trois partis différents depuis les élections de 1996 (en), i.e. New Zealand First, le Māori Party et le Parti travailliste ou labour .

## Présence militaire
De nombreux personnels des Forces Aériennes de la base de base d’Ohakae (en) ont l'habitude de vivre dans la ville de Bulls, bien que dans les années récentes de nombreuses maisons appartenant à la défense ont été vendues à des acheteurs civils, ce qui a entraîné un déclin stable des hommes de service dans ce secteur.
En 2017, il a été annoncé que la Force aérienne de la République de Singapour envisageait d'établir une base d'entraînement permanente pour les avions de combat de type jet F-15 à Ohakea avec la présence en conséquence de 500 personnels Singaporiens.
La base aérienne d’Ohakea (en) et ses environs comme les villes de Bulls et celle de Feilding pourraient voir ainsi une augmentation significative de leur population en raison de la présence des familles des militaires et du personnel dans le secteur.

## Villes jumelles
Les villes jumellées sont Cowes, en Angleterre.

## Personnalités notables
- Chris Amon, ancien pilote de Formule 1 entre 1963 et 1976
- Travis Banks, lutteur professionnel.
- Ormond Wilson (en) homme politique et député du parlement.

## Galerie

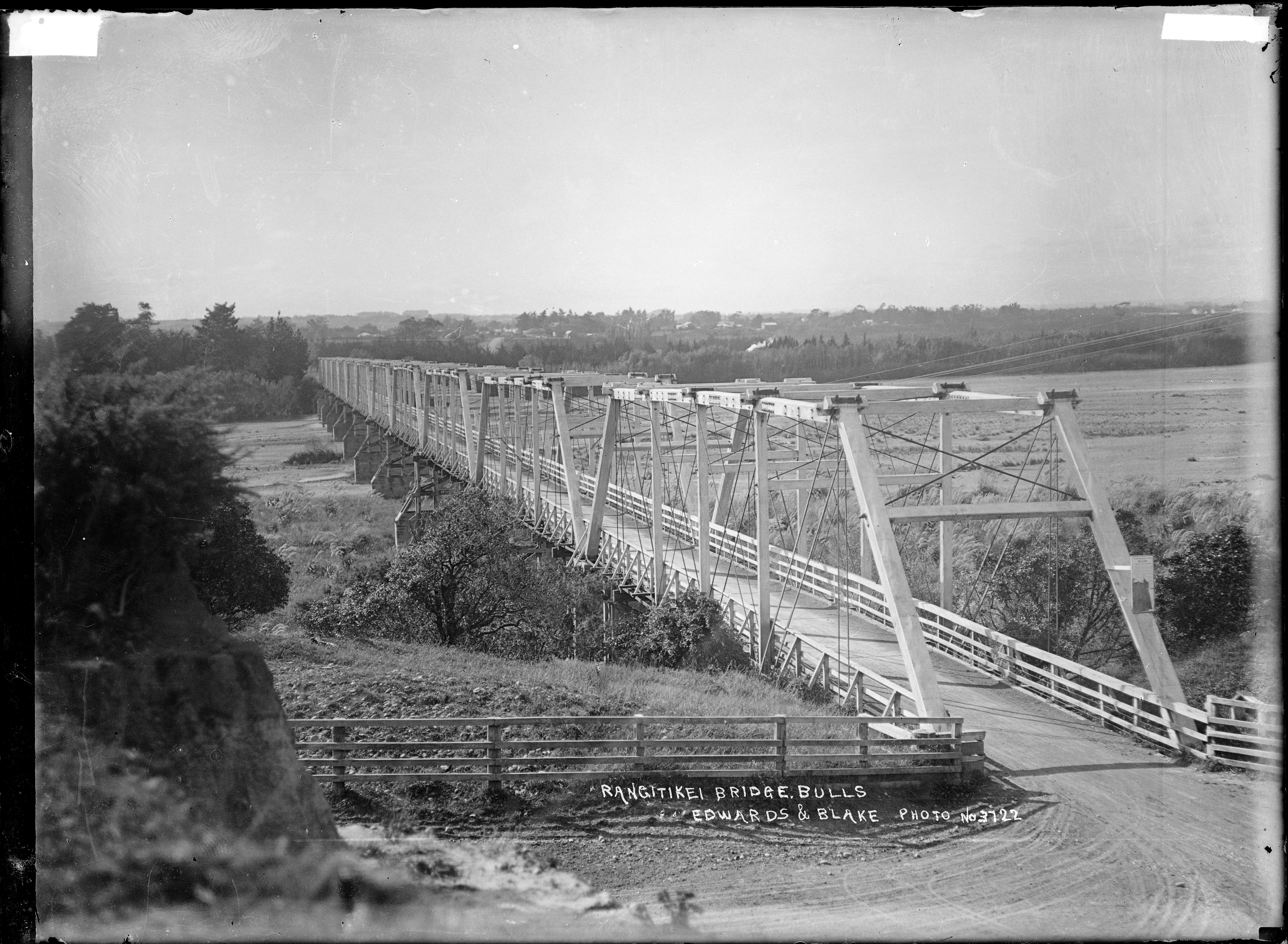
Pont en bois à Bulls
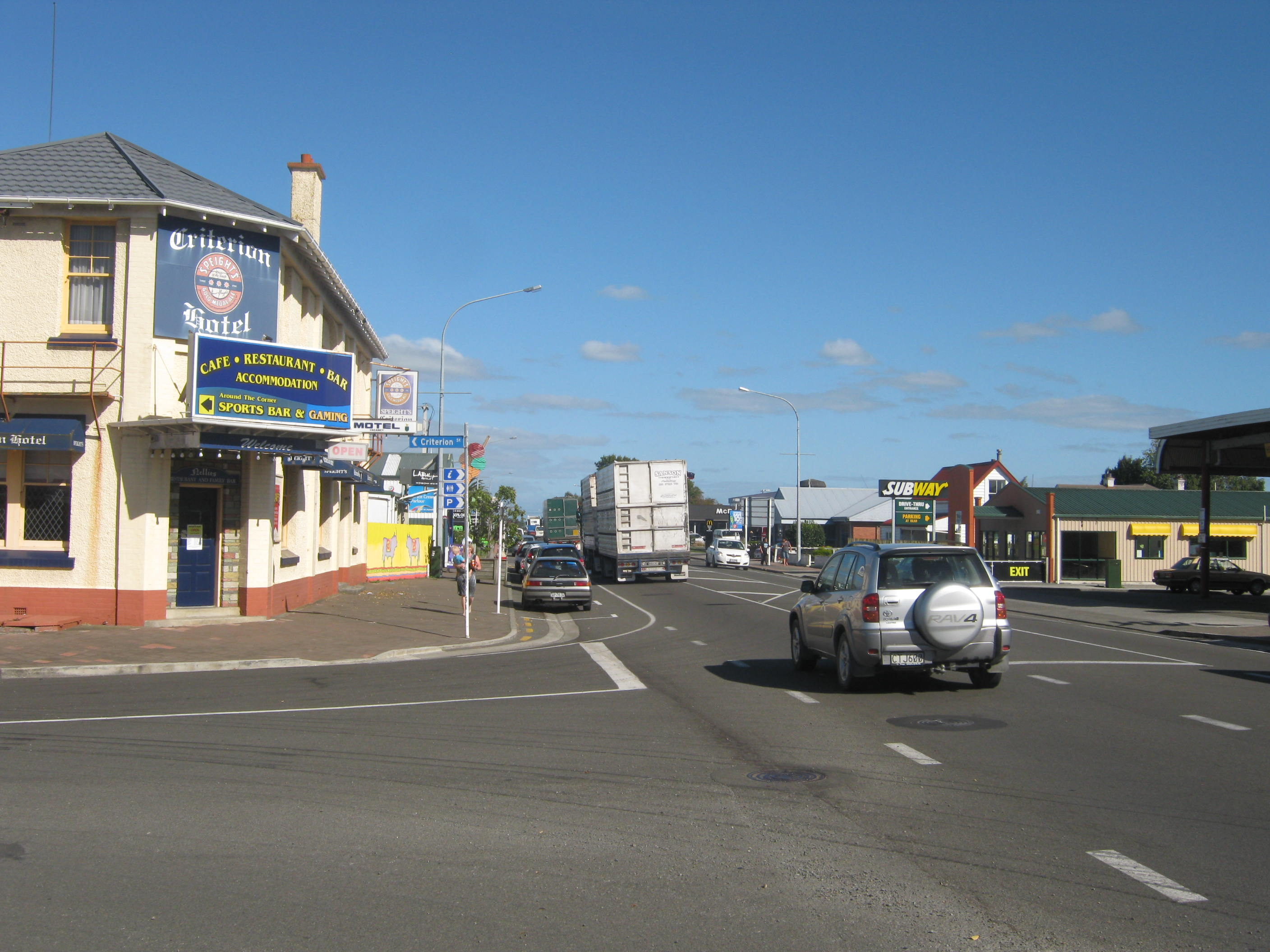
Rue principale de Bulls en 2012
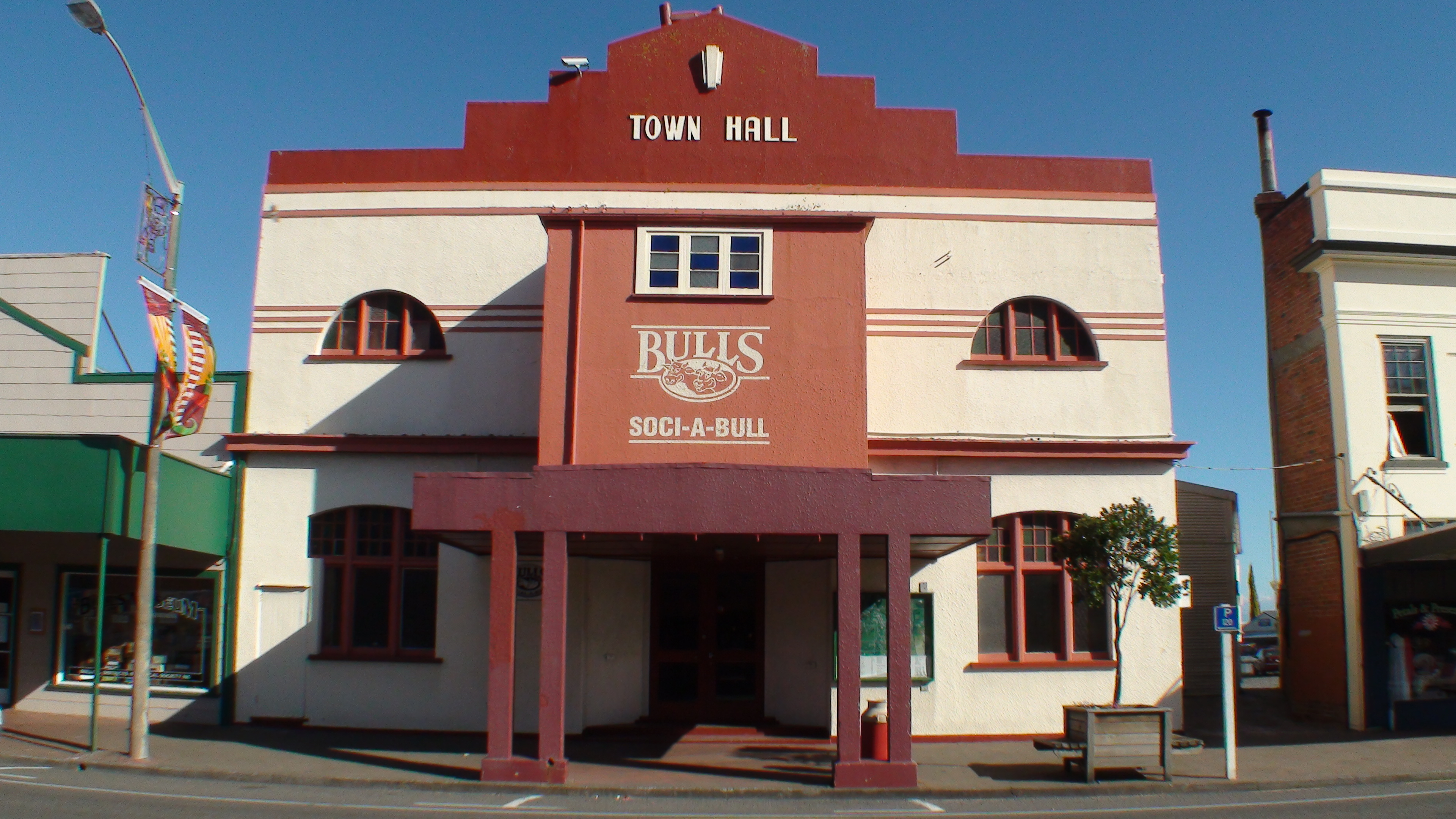
Town Hall de Bulls